# Agelasta mixta
Agelasta mixta es una especie de escarabajo longicornio del género Agelasta, categorizada en la tribu Mesosini, de la subfamilia Lamiinae. Fue descrita por Gahan en 1894.

## Descripción
Mide 17-18 mm de longitud.

## Distribución
Se distribuye por Asia: Birmania.